# Список высших учебных заведений Нижегородской области
В список высших учебных заведений Нижегородской области включены образовательные учреждения высшего и высшего профессионального образования, находящиеся на территории Нижегородской области и имеющие действующую лицензию на образовательную деятельность. Список вузов приведён в соответствии с данными сводного реестра лицензий, в список филиалов включены организации, участвовавшие в мониторинге Министерства образования и науки Российской Федерации 2016 года. По состоянию на 29 октября 2016 года в Нижегородской области действующую лицензию имели 16 вузов и 20 филиалов.
Филиалы вузов, головные организации которых находятся в иных субъектах федерации, сгруппированы в отдельном списке. Порядок следования элементов списка — алфавитный.

## Список высших образовательных учреждений
| Название                                                                          | Категория         | Статус      | Год основания | Месторасположение | Число студентов |
| --------------------------------------------------------------------------------- | ----------------- | ----------- | ------------- | ----------------- | --------------- |
| Волжский государственный университет водного транспорта                           | государственный   | университет | 1930          | Нижний Новгород   | 4388            |
| Институт Федеральной службы безопасности Российской Федерации                     | государственный   | институт    | 1935          | Нижний Новгород   |                 |
| Нижегородская академия Министерства внутренних дел Российской Федерации           | государственный   | академия    | 1927          | Нижний Новгород   |                 |
| Нижегородская государственная консерватория имени М. И. Глинки                    | государственный   | академия    | 1946          | Нижний Новгород   | 640             |
| Нижегородская государственная медицинская академия                                | государственный   | академия    | 1920          | Нижний Новгород   | 4416            |
| Нижегородская государственная сельскохозяйственная академия                       | государственный   | академия    | 1930          | Нижний Новгород   | 4887            |
| Нижегородская правовая академия                                                   | негосударственный | академия    | 1997          | Нижний Новгород   | 2520            |
| Нижегородский государственный архитектурно-строительный университет               | государственный   | университет | 1930          | Нижний Новгород   | 9726            |
| Нижегородский государственный инженерно-экономический университет                 | государственный   | университет | 2002          | Княгинино         | 2081            |
| Нижегородский государственный лингвистический университет имени Н. А. Добролюбова | государственный   | университет | 1937          | Нижний Новгород   | 2506            |
| Нижегородский государственный педагогический университет имени Козьмы Минина      | государственный   | университет | 1911          | Нижний Новгород   | 8204            |
| Нижегородский государственный технический университет                             | государственный   | университет | 1917          | Нижний Новгород   | 11120           |
| Нижегородский государственный университет имени Н. И. Лобачевского                | государственный   | университет | 1916          | Нижний Новгород   | 18705           |
| Нижегородская духовная семинария                                                  | негосударственный | семинария   | 1993          | Нижний Новгород   |                 |
| Нижегородский институт менеджмента и бизнеса                                      | негосударственный | институт    | 1988 1992     | Нижний Новгород   |                 |
| Нижегородский институт управления                                                 | негосударственный | институт    |               | Нижний Новгород   | 182             |

## Список филиалов высших образовательных учреждений
| Название | Категория         | Статус      | Год основания | Месторасположение | Месторасположение головной организации | Число студентов |
| --- | ----------------- | ----------- | ------------- | ----------------- | -------------------------------------- | --------------- |
| Арзамасский политехнический институт (филиал Нижегородского государственного технического университета)              | государственный   | институт    | 1960          | Арзамас           | Нижний Новгород                        | 2153            |
| Арзамасский филиал Российского университета кооперации                                                               | негосударственный | университет | 2000          | Арзамас           | Мытищи                                 | 516             |
| Арзамасский филиал Нижегородского государственного университета имени Н. И. Лобачевского                             | государственный   | университет | 1934          | Арзамас           | Нижний Новгород                        | 4084            |
| Волго-Вятский филиал Московского технического университета связи и информатики                                       | государственный   | университет | 1965          | Нижний Новгород   | Москва                                 | 183             |
| Выксунский филиал Национального исследовательского технологического университета «МИСиС»                             | государственный   | университет | 2002          | Выкса             | Москва                                 | 225             |
| Дзержинский политехнический институт (филиал Нижегородского государственного технического университета)              | государственный   | институт    | 1974          | Дзержинск         | Нижний Новгород                        | 1623            |
| Дзержинский филиал Нижегородского государственного университета имени Н. И. Лобачевского                             | государственный   | университет | 2004          | Дзержинск         | Нижний Новгород                        | 1420            |
| Дзержинский филиал Российской академии народного хозяйства и государственной службы                                  | государственный   | академия    | 2010          | Дзержинск         | Москва                                 | 1188            |
| Институт пищевых технологий и дизайна (филиал Нижегородского государственного инженерно-экономического университета) | государственный   | институт    | 1939 2011     | Нижний Новгород   | Княгинино                              | 784             |
| Нижегородский институт управления (филиал Российской академии народного хозяйства и государственной службы)          | государственный   | академия    | 1992          | Нижний Новгород   | Москва                                 | 4032            |
| Нижегородский филиал Академии труда и социальных отношений                                                           | негосударственный | академия    | 2001          | Нижний Новгород   | Москва                                 | 505             |
| Нижегородский филиал Высшей школы экономики                                                                          | государственный   | университет | 1996          | Нижний Новгород   | Москва                                 | 2393            |
| Нижегородский филиал Московского государственного университета путей сообщения Императора Николая II                 | государственный   | университет | 1958          | Нижний Новгород   | Москва                                 | 978             |
| Нижегородский филиал Московского гуманитарно-экономического института                                                | негосударственный | институт    | 1994          | Нижний Новгород   | Москва                                 | 1215            |
| Нижегородский филиал Российского экономического университета имени Г. В. Плеханова                                   | государственный   | университет | 1978          | Нижний Новгород   | Москва                                 |                 |
| Нижегородский филиал Университета российского инновационного образования                                             | негосударственный | университет | 1992          | Нижний Новгород   | Москва                                 | 1007            |
| Павловский филиал Нижегородского государственного университета имени Н. И. Лобачевского                              | государственный   | университет | 2000          | Павлово           | Нижний Новгород                        | 541             |
| Приволжский филиал Российского государственного университета правосудия                                              | государственный   | университет | 2001          | Нижний Новгород   | Москва                                 | 1107            |
| Саровский физико-технический институт (филиал Национального исследовательского ядерного университета «МИФИ»)         | государственный   | университет | 1952          | Саров             | Москва                                 | 783             |
| Филиал в Нижнем Новгороде Московского университета имени С. Ю. Витте                                                 | негосударственный | университет | 1993          | Нижний Новгород   | Москва                                 |                 |